# Šerm na Letních olympijských hrách 1936
Šerm na Letních olympijských hrách 1936.

## Medailisté

### Muži
| Kategorie            | Zlato | Stříbro | Bronz |
| -------------------- | --- | --- | --- |
| Fleret - jednotlivci | Giulio Gaudini · Itálie (ITA) | Édward Gardère · Francie (FRA)                                                                                    | Giorgio Bocchino · Itálie (ITA)                                                                                      |
| Kord - jednotlivci   | Franco Riccardi · Itálie (ITA) | Saverio Ragno · Itálie (ITA)                                                                                      | Giancarlo Cornaggia Medici · Itálie (ITA)                                                                            |
| Šavle - jednotlivci  | Endre Kabos · Maďarsko (HUN) | Gustavo Marzi · Itálie (ITA)                                                                                      | Aladár Gerevich · Maďarsko (HUN)                                                                                     |
| Fleret - družstvo    | Itálie (ITA) · Giorgio Bocchino · Manlio Di Rosa · Gioacchino Guaragna · Ciro Verratti · Giulio Gaudini · Gustavo Marzi                    | Francie (FRA) · Édward Gardère · André Gardère · Jacques Coutrot · René Bougnol · René Bondoux · René Lemoine     | Německo (GER) · Siegfried Lerdon · August Heim · Erwin Casmir · Julius Eisenecker · Stefan Rosenbauer · Otto Adam    |
| Kord - družstvo      | Itálie (ITA) · Alfredo Pezzana · Edoardo Mangiarotti · Saverio Ragno · Giancarlo C. Cornaggia-Medici · Giancarlo Brusati · Franco Riccardi | Švédsko (SWE) · Hans Drakenberg · Hans Granfelt · Gustaf Dyrssen · Gustav Almgren · Birger Cederin · Sven Thofelt | Francie (FRA) · Henri Dulieux · Philippe Cattiau · Georges Buchard · Paul Wormser · Michel Pécheux · Bernard Schmetz |
| Šavle - družstvo     | Maďarsko (HUN) · Pál Kovács · Tibor Berczelly · Imre Rajczy · Aladár Gerevich · Endre Kabos · László Rajcsányi                             | Itálie (ITA) · Vincenzo Pinton · Aldo Masciotta · Athos Tanzini · Aldo Montano · Gustavo Marzi · Giulio Gaudini   | Německo (GER) · Hans Jörger · Julius Eisenecker · August Heim · Erwin Casmir · Richard Wahl · Hans Esser             |

### Ženy
| Kategorie            | Zlato                          | Stříbro                         | Bronz                           |
| -------------------- | ------------------------------ | ------------------------------- | ------------------------------- |
| Fleret - jednotlivci | Ilona Eleková · Maďarsko (HUN) | Helene Mayerová · Německo (GER) | Ellen Preisová · Rakousko (AUT) |

### Přehled medailí
| Pořadí | Země           | Zlato | Stříbro | Bronz | Celkově |
| ------ | -------------- | ----- | ------- | ----- | ------- |
| 1.     | Itálie (ITA)   | 4     | 3       | 2     | 9       |
| 2.     | Maďarsko (HUN) | 3     | 0       | 1     | 4       |
| 3.     | Francie (FRA)  | 0     | 2       | 1     | 3       |
| 4.     | Německo (GER)  | 0     | 1       | 2     | 3       |
| 5.     | Švédsko (SWE)  | 0     | 1       | 0     | 1       |
| 6.     | Rakousko (AUT) | 0     | 0       | 1     | 1       |